# Bernie Kosar
Bernard Joseph "Bernie" Kosar, Jr. (25 de novembro de 1963, Youngstown, Ohio) é um ex-jogador profissional de futebol americano que atuava na posição de quarterback na National Football League (NFL). Ele foi draftado pelo Cleveland Browns em 1985 e jogou por este time até 1993, quando se transferiu para o Dallas Cowboys (1993) e depois teve uma passagem pelo Miami Dolphins (1994 a 1996). Enquanto era quarterback reserva dos Cowboys em 1993, ele fez parte do time campeão do Super Bowl XXVIII.

## Estatísticas
| Legenda | Legenda                     |
| ------- | --------------------------- |
|         | Selecionado para o Pro Bowl |
|         | Venceu o Super Bowl         |
|         | Liderou a NFL               |
| Negrito | Melhor marca da carreira    |

| Ano      | Time     | Jogos      | Jogos   | Jogos   | Passando | Passando | Passando | Passando | Passando | Passando | Passando | Passando | Passando |
| Ano      | Time     | Disputados | Titular | V-D     | Cmp      | Ten      | Pct%     | Jardas   | Média    | TD       | Int      | Lng      | Rtg      |
| -------- | -------- | ---------- | ------- | ------- | -------- | -------- | -------- | -------- | -------- | -------- | -------- | -------- | -------- |
| 1985     | CLE      | 12         | 10      | 4−6     | 124      | 248      | 50%      | 1 578    | 6,4      | 8        | 7        | 68       | 69,3     |
| 1986     | CLE      | 16         | 16      | 12–4    | 310      | 531      | 58,4%    | 3 854    | 7,3      | 17       | 10       | 72       | 83,8     |
| 1987     | CLE      | 12         | 12      | 8−4     | 241      | 389      | 62%      | 3 033    | 7,8      | 22       | 9        | 54       | 95,4     |
| 1988     | CLE      | 9          | 9       | 6−3     | 156      | 259      | 60,2%    | 1 890    | 7,3      | 10       | 7        | 77       | 84.3     |
| 1989     | CLE      | 16         | 16      | 9−6–1   | 303      | 513      | 59,1%    | 3 533    | 6,9      | 18       | 14       | 97       | 80,3     |
| 1990     | CLE      | 13         | 13      | 3–10    | 230      | 423      | 54,4%    | 2 562    | 6,1      | 10       | 15       | 50       | 65,7     |
| 1991     | CLE      | 16         | 16      | 6–10    | 307      | 494      | 62,1%    | 3 487    | 7,1      | 18       | 9        | 71       | 87,8     |
| 1992     | CLE      | 7          | 7       | 2–5     | 103      | 155      | 66,5%    | 1 160    | 7,5      | 8        | 7        | 69       | 87,0     |
| 1993     | CLE      | 7          | 6       | 3–3     | 79       | 138      | 57,2%    | 807      | 5,8      | 5        | 3        | 38       | 77,2     |
| 1993     | DAL      | 4          | 1       | 0−1     | 36       | 63       | 57,1%    | 410      | 6,5      | 3        | 0        | 86       | 92,7     |
| 1994     | MIA      | 2          | 0       | −       | 7        | 12       | 58,3%    | 80       | 6,7      | 1        | 1        | 22       | 71,5     |
| 1995     | MIA      | 9          | 2       | 0–2     | 74       | 108      | 68,5%    | 699      | 6,5      | 3        | 5        | 31       | 76,1     |
| 1996     | MIA      | 3          | 0       | –       | 24       | 32       | 75%      | 208      | 6,5      | 1        | 0        | 20       | 102,1    |
| Carreira | Carreira | 126        | 108     | 53−54–1 | 1 994    | 3 365    | 59,3%    | 23 301   | 6,9      | 124      | 87       | 97       | 81,8     |